# Ute Kircheis-Wessel
Ute Kircheis, po mężu Wessel (ur. 18 marca 1953 w Niederaußem) – niemiecka florecistka reprezentująca RFN, złota medalistka olimpijska i czterokrotna medalistka mistrzostw świata.
Na igrzyskach olimpijskich w Montrealu w 1976 roku zajęła 4. miejsce w zawodach drużynowych i 32. w indywidualnych. Brała też udział w igrzyskach olimpijskich w Los Angeles w 1984 roku, gdzie reprezentacja RFN w składzie: Christiane Weber, Cornelia Hanisch, Sabine Bischoff, Ute Wessel i Zita Funkenhauser zdobyła drużynowo złoty medal. W rywalizacji indywidualnej tym razem nie startowała.
Podczas mistrzostw świata w Buenos Aires w 1977 roku wspólnie z Karin Rutz, Brigitte Oertel, Cornelią Hanisch i Gudrun Lotter zdobyła srebrny medal w turnieju drużynowym. W tej samej konkurencji zdobywała następnie kolejne srebrne medale na mistrzostwach świata w Clermont-Ferrand (1981) i mistrzostwach świata w Wiedniu (1983) oraz brązowy na mistrzostwach świata w Melbourne (1979).
Jej szwagier, Friedrich Wessel, także był szermierzem.